# Aldeias Históricas de Portugal

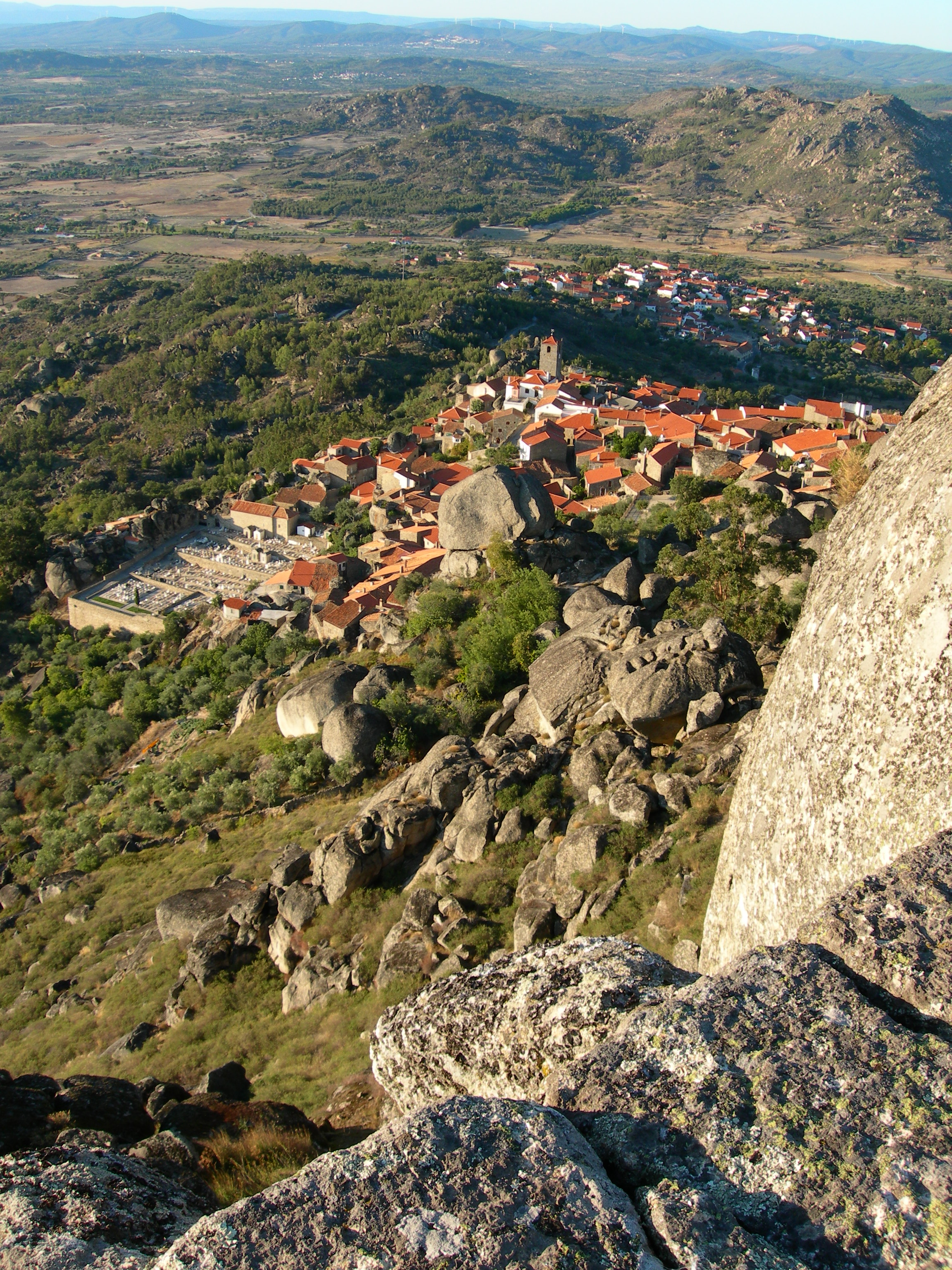
Monsanto, uma das mais emblemáticas aldeias históricas de Portugal.

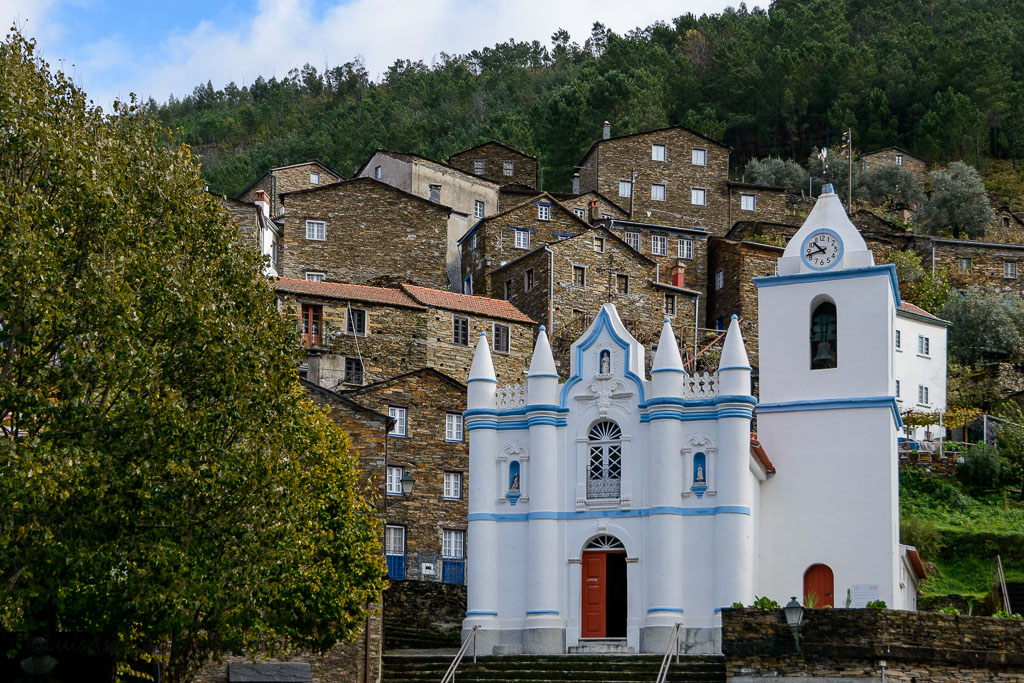
Aldeia de Piódão.

As Aldeias Históricas de Portugal ficam em portugal e são antigas situadas em portugal. Erguem-se normalmente em terras altas, pois constituíam núcleos de defesa das populações que nelas se estabeleceram, ainda antes da denominação romana. Destacam-se pela arquitetura militar, pois a maioria encontra-se rodeada de muralhas e desenvolve-se junto de um castelo.

## Constituição
O Programa de Aldeias Históricas de Portugal, formulado pelo governo português em 1991, desde então restaurou as seguintes aldeias da Beira Interior (parte da antiga região da Beira Alta e da Beira Baixa):
1. Almeida (vila sede de concelho)
2. Castelo Mendo
3. Castelo Novo (vila)
4. Castelo Rodrigo (vila)
5. Idanha-a-Velha
6. Linhares da Beira
7. Marialva
8. Monsanto (vila)
9. Piódão
10. Sortelha
11. Belmonte (vila e sede de concelho) (adicionada em 2003)
12. Trancoso (cidade) (adicionada em 2003)

## Retiradas
- Castelo Bom - Em 1991, aquando da divulgação do programa, foi também classificada como Aldeia Histórica, sendo porém retirada sem justificação ou motivo aparente, apesar de cumprir todos os requisitos para tal classificação. Acabou também por ser restaurada, sendo considerada por muitos como mais uma das Aldeias Históricas de Portugal.[carece de fontes?]

## Nota
Algumas localidades ostentam o estatuto de vila, outras de cidade. O Património Monumental inclui castelos e outras fortalezas, Pelourinhos, etc. Com a sua maioria localizada em Terras de Riba-Côa (actualmente parte da Beira Interior Norte, nos concelhos de Pinhel, de Trancoso, de Figueira de Castelo Rodrigo, Almeida e Vila Nova de Foz Coa), Cova da Beira, Beiras Interior Sul, Serra da Estrela e Pinhal Interior Norte.